# Еолови форми на релефа
Еоловите форми на релефа са форми на релефа възникващи под действието на вятъра, предимно в райони с ариден климат (пустини, полупустини). Срещат се още по бреговете на морета, езера и реки с оскъдна растителна покривка, която не е способна да защити от вятъра рохкавите и разрушени от изветрянето материали. Най-разпространени са акумулативните и акумулативно-дефлационните еолови форми на релефа, образувани в резултат от преместването и отлагането от ветровете на пясъчни частици, също и преработени (дефлационни) еолови форми на релефа, възникващи за сметка на издухването (дефлация) на разрушените от изветрянето продукти, така и разрушаването на скалите под въздействието на динамичните удари на самия вятър и особено под действието на ударите на малките частици, пренасяни от вятъра.

## Фактори за образуване на еолови форми на релефа
Формата и големината на акумулативните и акумулативно-дефлационните образувания зависят от режима на ветровете (сила, честота, направление, структура на ветровия поток), преобладаващ в дадена местност или действал в миналото, от наситеността на ветровия поток с пясъчни частици, степента на свързаност на разрушения субстрат с растителността, от овлажняването и други фактори, а също и от характера на постилащата повърхност. Най-голямо влияние за облика на еоловите форми на релефа в пясъчните пустини оказва режима на активните ветрове, действащи аналогично като воден поток с турбулентни движения в близост до твърди повърхности. За средно- и дребнозърнест сух пясък (при диаметър на зърната 0,5 – 0,25 mm) минималната скорост на на активния вятър съставлява 4 m/s. Акумулативните и акумулативно-дефлационните форми, по принцип, се преместват в съответствие със сезонно господстващите ветрове: постъпателно при годишно въздействие на активните ветрове в едно или близки направления; колебателно и колебателно-постъпателно, ако направленията на тези ветрове през цялата година съществено се променят (на противоположни, перпендикулярни и др.). Особено интензивно (със скорост до няколко десетки m годишно) протича преместването на оголените пясъчни акумулативни форми.

## Видове категории еолови форми на релефа
За акумулативните и акумулативно-дефлационните еолови форми на релефа в пустините е характерно едновременно присъствието на наложени една на друга форма в няколко категории: 1-ва категория – ветрови бразди (ръпълмарк), с височина на браздите от няколко mm до 0,5 m и разстояние между гребените от няколко mm до 2,5 m; 2-ра категория – щитовидни натрупвания с височина не по-малко от 0,4 m; 3-та категория – бархани до 2 – 3 m височина, съединяващи се по посока на преобладаващия вятър в ниски възвишения, а при напречни ветрове – в дълги вериги; 4-та категория – барханен релеф с височина до 10 – 30 m; 5-та и 6-та категории – много големи форми (височина до 500 m), образуващи се под въздействието на възходящи въздушни потоци. В пустините на умерения пояс, където голяма роля играе растителността, задържаща влиянието на вятъра, релефообразуването на еолофи форми се забавя и най-големите форми на превишават 60 – 70 m, като най-характерните са формите от 1-ва и 2-ра категория и в по-малка степен натрупвания във формата на малки възвишения или могили с височина от няколко дециметра до 10 – 20 m.

## Разпространение на еоловите форми на релефа
Господстващият режим на ветровете (пасатен, мусонно-бризов, циклонален и др.) и закрепеността на разрушения субстрат на първо място се определя от зонално-географски фактори и поради тази причина, акумулативните и акемулативно-дефлационните еолови форми на релефа като цяло се разпределят зонално. Съгласно приетата класификация, оголените, лесноподвижни пясъчни форми са характерни основно за тропическите аридни пустини (Сахара, пустините на Арабския полуостров, Иран, Афганистан, Такламакан); полузакрепени и слабоподвижни – предимно за вътрешнотропичните пустини (пустините в Средна Азия и Казахстан, Джунгария, Монголия, Австралия); закрепени и предимно неподвижни дюнни форми – за извънпустинните територии (предимно в древноледниковите области на Европа, Западен Сибир, Северна Америка). Детайлната класификация на акумулативните и акемулативно-дефлационните еолови форми на релефа в зависимост от режима на ветровете е описана в статиите за дюните и барханите.